# Kandlův mlýn

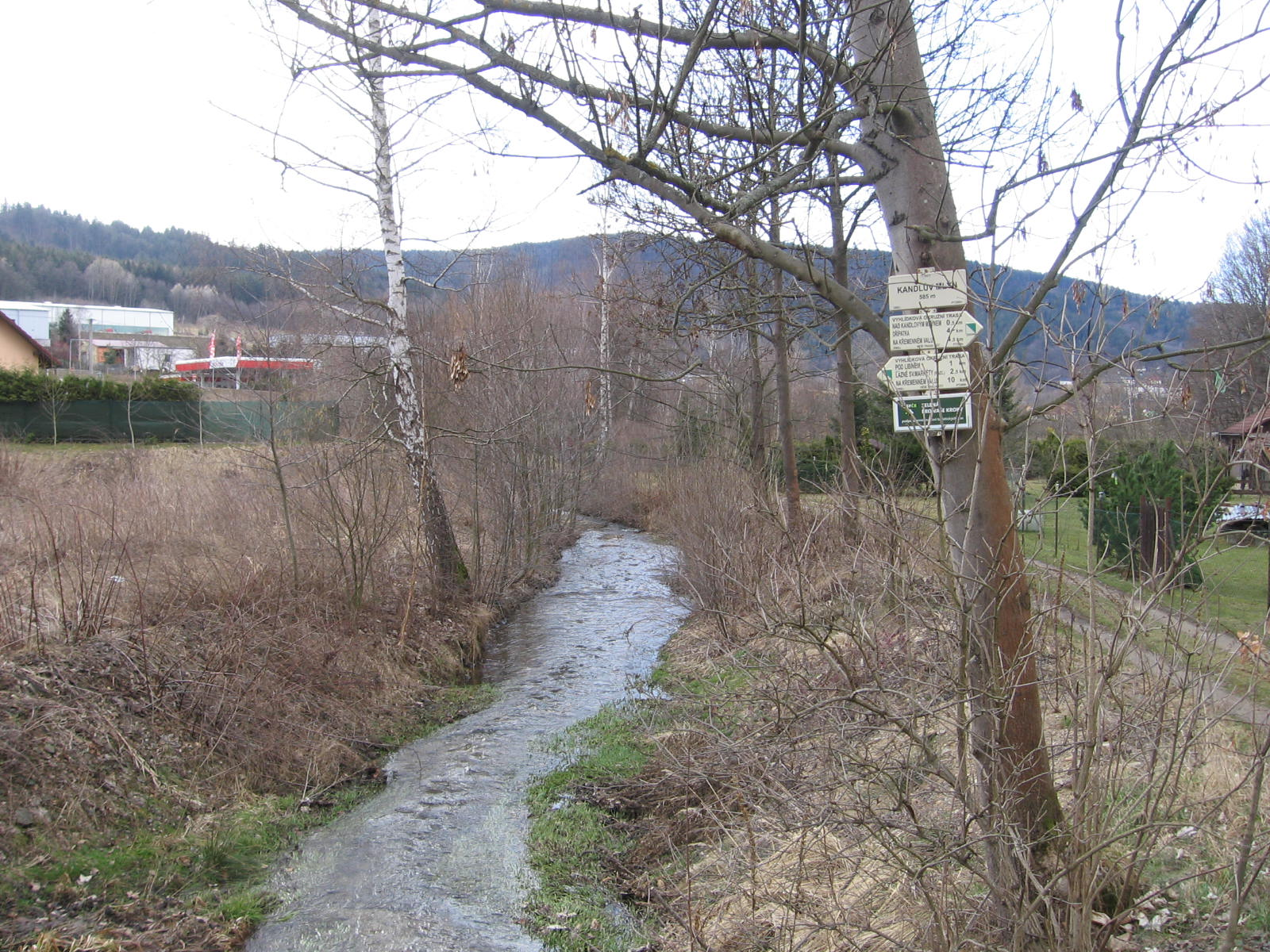
Živný potok s turistickým rozcestníkem

Kandlův mlýn (německy Kandlmühle) se nacházel na Živném potoce na jihovýchodním okraji jihočeského města Prachatice. Jednalo se o první mlýn podle toku potoka.

## Historie
Původně středověký[zdroj?] mlýn je poprvé doložen v 16. století, nachází se na mapách prvního i dalších vojenských mapování. Jednalo se o klasický mlýn s vlastním náhonem a tradičním kolem. Po dlouhou dobu patřil rodu Zaunmüllerů, ještě předtím ale patřil rodu Kandlů, po nichž získal své jméno. Mlýn se stal populárním mezi místním obyvatelstvem české národnosti v závěru 19. století. 
V roce 1888 mlýn čp. 106 s pozemky o výměře kolem 16 ha koupil od paní Zaunmüllerové Čech Bedřich Danzer se svou manželkou  Gabrielou Danzerovou. Postupně zde vybudovali prosperující letovisko. V meziválečné době tvořily areál letoviska kromě mlýna také čtyři budovy s celkem třiceti pokoji, kde bylo provozováno ubytování vyhlášené především mezi českou klientelou (Danzerová byla významnou osobností českého školství v Prachaticích). Letovisko bylo oblíbenou destinací  i pro řadu tehdejších českých spisovatelů, mezi které patřili např. František Xaver Šalda nebo Julius Zeyer. František Xaver Svoboda zde napsal román Tři dvory. 
Mlýn se stával významným společenským centrem, kde se konaly různé akce. Byl však též neméně významným cílem výletů. Díky tomu postupně získala celá lokalita rozevírajícího se údolí Živného potoka označení Kandlův mlýn. V areálu byl vybudovány tenisové kurty, jezírko a restaurace. Bylo zde provozováno koupaliště. Význam mlýna poklesl po druhé světové válce. 
V roce 1982 se v souvislosti se špatným technickým stavem diskutovalo o možném stržení budovy mlýna. Tehdejší stavební úřad Městského národního výboru v Prachaticích se však postavil za zachování objektu, a tak po nějakou dobu mlýn ještě zůstal stát. Nakonec se však jeho stav zhoršil do té míry, že musel být přece jen stržen. Zůstala stát jen hospodářská budova mlýna a dochovány byly pouze některé části původního zdiva. Na pozůstatcích základů jiných budov areálu byly vystavěny nové domy.